# Liste des évêques d'Alatri
Cette liste recense les évêques qui se sont succédé sur le siège d'Alatri. En 1972, Vittorio Ottaviani, évêque d'Alatri, est également nommé évêque d'Anagni unissant les deux diocèses in persona episcopi. Les deux sièges sont pleinement unis en 1986 et la nouvelle circonscription prend le nom de diocèse d'Anagni-Alatri. 

## Évêques d'Alatri
- Pascasio (551-553)
- Saturnino (mentionné en 680)
- Vitale (mentionné en 721)
- Saburro (mentionné en 743)
- Leontolo (mentionné en 761)
- Leonino (mentionné en 769)
- Leone Ier (853-871)
- Giovanni Ier (mentionné en 875)
- Lucido (mentionné en 898)
- Giovanni II (mentionné en 920)
- Leone II (mentionné en 930)
- Anonyme (mentionné en 963)
- Giovanni III (mentionné en 1015)
- Giovanni IV † (mentionné en 1059)
- Adamo Ier (1074-1080)
- Lamberto (1090-1108)
- Adamo II (au temps de Pascal II)
- Crescenzio Ier (mentionné en 1113)
- Pietro (mentionné en 1132)
- Michele (1142-1149)
- Adinolfo (1152-1159)
- Leone III (1179-1192)
- Taddeo (mentionné en 1194)
- Leandro (1200-1221)
- Anonyme (mentionné en 1222)
- Giovanni V (1227-1264)
- Crescenzio II, O.P (1264-1282)
  - Giacomo Tomassi-Caetani, O.P (1283-1290), administrateur apostolique
- Leonardo Patrasso (1290-1295), nommé évêque de Jesi
- Rinaldo (1296-1297)
- Leonardo, O.Cist (1298-1299)
- Niccolò (1299- ?)
- Paolo Rainaldi (1316- ?)
- Andrea (1344-1362)
- Francesco de Meduli (1363-1382)
- Giovanni VI (mentionné en 1381)
- Cristoforo da Fumone (1387-1406)
- Giovanni VII (1406- ?)
  - Bartolomeo (1406-1409) (antiévêque)
- Giovanni Angelo (1428-1457)
- Tuccio Antonio (1457-1477)
- Giovanni Rossi (1478-1493)
- Giacomo de Silvestri (1493-1516)
- Graziano Santucci, O.S.A (1516-1517)
  - Cristoforo Numai, O.F.M (1517-1528), administrateur apostolique
- Filippo Lodovico Ercolani (1528-1530)
  - Antonio Maria Ciocchi del Monte (1530-1530), administrateur apostolique
- Filippo Lodovico Ercolani (1530-1535) pour la seconde fois
  - Agostino Spinola (1535-1537), administrateur apostolique
- Bernardino Visconti (1537-1540)
- Valerio Tartarini (1540-1545)
- Zaccaria Rondani (1545-1547)
- Camillo Perusco (1547-1573)
- Stefano Bonucci, O.S.M (1573-1574), nommé évêque d'Arezzo
- Pietro Franchi (1574-1583)
- Ignazio Danti, O.P (1583-1586)
- Bonaventura Furlano, O.F.M (1586-1597)
- Luca Antonio Gigli (1597-1620)
- Francesco Campanari (1620-1632)
- Alessandro Vittrici (1632-1648)
- Michelangelo Brancavalerio (1648-1683)
- Stefano Ghirardelli (1683-1708)
- Giuseppe Guerra (1708-1729)
- Ludovico Savageri, C.R.S (1729-1744)
- Giovanni Francesco Cavallini (1744-1764)
- Nicola Gagliardi (1764-1777)
- Pietro Stefano Speranza (1777-1802)
- Giuseppe Della Casa (1802-1818)
- Francesco Saverio Domeniconi (1818-1835)
- Valentino Armellini (1835-1841)
- Adriano Giampedi (1842-1850)
- Raffaele Bocci (1851-1855)
- Gaetano Rodilossi (1855-1878)
- Pietro Saulini (1879-1887)
- Francesco Giordani (1887-1902)
- Benedetto Spila, O.F.M (1903-1909)
- Americo Bevilacqua (1909-1915)
- Michele Izzi (1915-1917)
- Antonio Torrini (1918-1928), nommé archevêque de Lucca
- Mario Toccabelli (1930-1935), nommé archevêque de Sienne
- Edoardo Facchini (1935-1962)
- Vittorio Ottaviani (1962-1973), nommé évêque de Marsi
- Umberto Florenzani (1973-1986), nommé évêque d'Anagni-Alatri

## Évêques d'Anagni-Alatri
- Umberto Florenzani (1986-1987)
- Luigi Belloli (1987-1999)
- Francesco Lambiasi (1999-2002)
- Lorenzo Loppa (it) (2002–2022)
- Ambrogio Spreafico (it) (2022-2025)
- Santo Marcianò (it) (depuis 2025)

## Sources
- (en) David M. Cheney, « Frosinone-Veroli-Ferentino (Latin (or Roman) Diocese) [Catholic-Hierarchy] », sur catholic-hierarchy.org (consulté le 23 mars 2019).